# Zágrábi határozat
A zágrábi határozat (horvátul: Zagrebačka rezolucija) egy politikai nyilatkozat volt az Ausztria-Magyarországon élő horvátok, szlovének és szerbek politikai egyesülésének szükségességéről. A nyilatkozatot a Horvát-Szlavón Királyság ellenzéki politikai pártjainak képviselői fogadták el Ante Pavelić elnökletével 1918. március 2–3-án Zágrábban. A nyilatkozat az önrendelkezési jogra támaszkodott, és egy független demokratikus állam létrehozását szorgalmazta, amely tiszteletben tartja a politikai unióhoz csatlakozó egyének és történelmileg kialakult államok jogait. A kulturális és vallási egyenlőség biztosítását is kérte egy ilyen unióban. A zágrábi határozat előkészítő bizottságot hozott létre, amelynek feladata a Szlovének, Horvátok és Szerbek Nemzeti Tanácsának létrehozása a határozat végrehajtására. A Nemzeti Tanácsot október 5-én hozták létre a Pavelić által a márciusi zágrábi konferencia folytatásaként leírt eljárások keretében.

## Előzmények

Az Osztrák-Magyar Monarchia részei: Osztrák Császárság: 1. Cseh Királyság, 2. Bukovinai Hercegség, 3. Karintiai Hercegség, 4. Krajnai Hercegség, 5. Dalmáciai Királyság, 6. Galíciai és Ladomériai Királyság, 7. Osztrák Tengermellék, 8. Alsó-Ausztriai Főhercegség, 9. Morva Őrgrófság, 10. Salzburgi Hercegség, 11. Sziléziai Hercegség, 12. Stájer Hercegség, 13. Tiroli Hercegesített Grófság, 14. Felső-Ausztriai Főhercegség, 15. Vorarlberg, Szent István Koronájának Országai: 16. Magyar Királyság 17. Horvát-Szlavónország; 18. Bosznia-Hercegovina (osztrák-magyar condominium)

Az első világháború idején Ausztria-Magyarország délszláv lakosságú részein – a horvátok, szerbek, szlovének és muszlim szlávok (bosnyákok) lakta területeken – politikai nyomás alakult ki a trialista reform vagy a birodalomtól független délszlávok közös állama létesítésének támogatására. Ez utóbbit a jugoszláv eszmék megvalósításával és a Szerb Királysággal való egyesüléssel akarták elérni. Az egyesüléspárti nyomás motivációja kettős volt. A szlovén politikai vezetők elégedetlenek voltak a szlovén területek Ciszlajtánián (a birodalom osztrák része) belüli feldarabolásával, horvát társaik pedig tiltakoztak a Háromegy Királyság javasolt felosztása ellen Horvát-Szlavónországra, illetve a Dalmáciai Királyságra, a magyarok által uralt Szent Korona országaira, illetve Ciszlajtániára. További sérelem volt Bosznia-Hercegovina – a Horvát-Szlavónországtól különálló osztrák-magyar kondominium státusával kapcsolatos elégedetlenség.
Szerbia a háborút a területi terjeszkedés lehetőségének tekintette. A háborús célok meghatározásával megbízott bizottság kidolgozta a jugoszláv állam létrehozásának programját a Habsburg Birodalom délszlávok lakta részei – Horvát-Szlavónország, Szlovénia, Vajdaság, Bosznia-Hercegovina és Dalmácia – hozzácsatolásával. A niši nyilatkozatban Szerbia Nemzetgyűlése bejelentette a „felszabadítatlan testvérek” felszabadításáért és egyesüléséért folytatott küzdelmet.  Ennek a célnak azonban ellentmondott, hogy az antant ekkor még a Német Birodalom befolyásának ellensúlyaként Ausztria-Magyarország további fenntartását részesítette előnyben.
1915-ben a Jugoszláv Bizottság, a délszlávok érdekeit képviselő osztrák-magyar értelmiségiek és politikusok ad hoc csoportja, megtudta, hogy az antant a londoni szerződés értelmében, cserébe az olaszok első világháborúba való belépéséért területeket (Szlovénia, Isztria és Dalmácia egyes részeit) ígért az Olasz Királyságnak.Az egyezménytől függetlenül az antant álláspontja csak 1917-ben kezdett fokozatosan eltávolodni Ausztria-Magyarország fenntartásától. Abban az évben Oroszország az orosz forradalmat követő békéért kezdett tárgyalni a központi hatalmakkal, míg az Amerikai Egyesült Államok, amelynek elnöke Thomas Woodrow Wilson az önrendelkezés elvét szorgalmazta, új félként belépett a háborúba. Ennek ellenére Wilson a tizennégy pontos beszédében csak autonómiát ígért Ausztria-Magyarország népeinek. A kettős monarchia megőrzésének gondolatával csak 1918-ban hagytak fel, amikor a szövetségesek meggyőződtek arról, hogy Ausztria-Magyarország nem tud ellenállni a kommunista forradalomnak.
1917 májusában az Anton Korošec, a Szlovén Néppárt (SLS) vezetője és az Osztrák Birodalmi Tanács délszláv képviselőiből álló Jugoszláv Klub tagjai bemutatták a tanácsnak a májusi nyilatkozatot.Követelték a horvátok, szlovének és szerbek lakta, Habsburg uralom alatt álló területek egyesítését egy demokratikus, szabad és független Habsburg birodalommá szerveződő állam létrehozásával. A követelés a nemzeti önrendelkezés elvére és a horvát állami jogra hivatkozva fogalmazódott meg. A májusi nyilatkozatot a Jogok Pártja (SSP) Mile Starčević vezette frakciója és Antun Bauer, akkori zágrábi érsek is üdvözölte. A Horvát-Szlavónországban kormányzó párt, a horvát–szerb koalíció (HSK) és vezetője, Svetozar Pribićević azonban figyelmen kívül hagyta a májusi nyilatkozatot, a Horvát Népi Parasztpárt vezetője, Stjepan Radić pedig csak langyos támogatást nyújtott a nyilatkozathoz, mielőtt 1918. május 12-én a birodalmi hatóságok megtiltották volna a nyilatkozat további támogatását.

## A zágrábi konferencia
1918-ban a Jugoszláv Klub kezdeményezést indított az Ausztria-Magyarországon a délszlávokat képviselő politikai pártok együttműködésének javítására, valamint a horvátok, szlovének és szerbek egyesülési programjának támogatására. A kezdeményezést a Jugoszláv Klub a közös államban való egyesülés érdekében létrehozott „nemzeti koncentrációnak” minősítette, azonban az ilyen egységesítés módszerét vagy kívánt eredményeit nem fejtették ki részletesen.

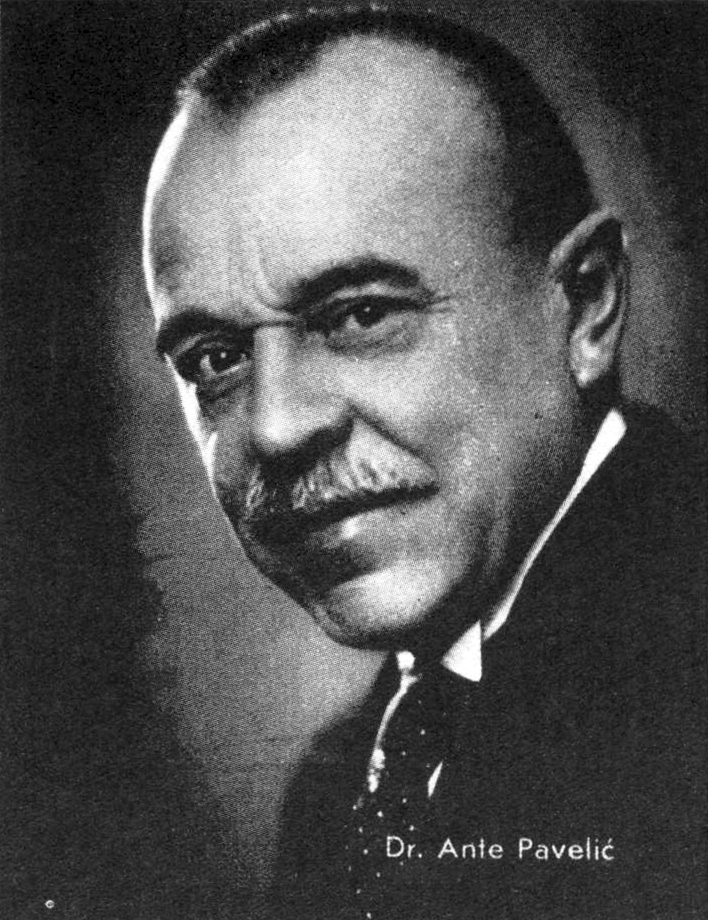
Ante Pavelić a zágrábi konferencia elnöke

Március 2-3-án Zágrábban a Jugoszláv Klub által javasolt együttműködés megvalósítása céljából konferenciát tartottak, ahol Ante Pavelić, a jugoszláv program és a Jugoszláv Klub Horvát-Szlavónországban tett javaslatának végrehajtásában vezető szerepet vállaló SSP vezetője elnökölt. A konferencia 43 résztvevővel nyílt meg, akik valamennyien a politikai ellenzék soraiból származtak. Az ülésen az SSP mellett részt vett a HSK disszidenseinek egy csoportja, a zágrábi Novine katolikus napilaphoz kötődő politikusok csoportja, a Horvátországi és Szlavóniai Szociáldemokrata Párt, az SLS, a Nemzeti Haladó Párt, valamint több politikus Bosznia-Hercegovinából, Dalmáciából, Isztriából és Muravidékről. Meghívást kapott a horvát-szlavóniai kormányzópárt (HSK) és az ellenzéki HPSS is, de ők nem jöttek el.
Az ülés második napján fogadták el a zágrábi határozatot, melynek preambulumában kimondták, hogy a szlovének, horvátok és szerbek egységesek, és ennek az egységnek oszthatatlannak és feltétlennek kell maradnia. Az állásfoglalás az önrendelkezési jogra hivatkozott, és nemzetközi garanciákat kért e jog gyakorlásához. A határozat első pontja függetlenséget, egyesülést és szabadságot követelt egy egységes nemzeti államban, ahol megmaradnak a szlovének, horvátok és szerbek sajátosságai. Az állásfoglalás a három délszláv népet a „háromnevű nép” törzseiként emlitette. Ezt a kifejezést a belgrádi tudósok egy csoportja vezette be Jovan Cvijić vezetésével 1914 decemberében, és már a niši nyilatkozatban is használták. Az állásfoglalás biztosította a történelmileg kialakult ország alkotmányos államiságának folytonosságát, valamint a „törzsek” és a vallás egyenlőségét.
A határozat második pontjában további pontosítása nélkül követelte „a teljes területet, ahol az egyesült népek folytonosságban élnek”, azzal, hogy a terület magában foglalja az Adriai-tenger északi és keleti részének parti részeit, kikötőit és szigeteit is. A pont a kisebbségek számára a kulturális autonómia garanciáit is kínálta. A határozat nem tett említést Ausztria-Magyarországról, mint a követelt állam megalakításának előre meghatározott keretéről, illetve a Habsburg-házról, mint ennek uralkodóiról. Végül a konferencia bizottságot jelölt ki a Szlovének, Horvátok és Szerbek Nemzeti Tanácsának létrehozására, és a következő konferenciát április 21-re tűzte ki Zágrábba. A zágrábi határozat harmadik pontja az egységes államnak, mint a teljes polgári szabadságjogok és a demokratikus önkormányzatiság, valamint a jogi és társadalmi egyenlőség elvein alapuló államnak a létrehozását szorgalmazta, amely biztosítja valamennyi polgára gazdasági jólétét és teljes kulturális és társadalmi fejlődését. A határozat utolsó, negyedik pontja a szlovének, horvátok és szerbek részvételének garantálását követelte a jövőbeni békekonferencián.

## Következmények

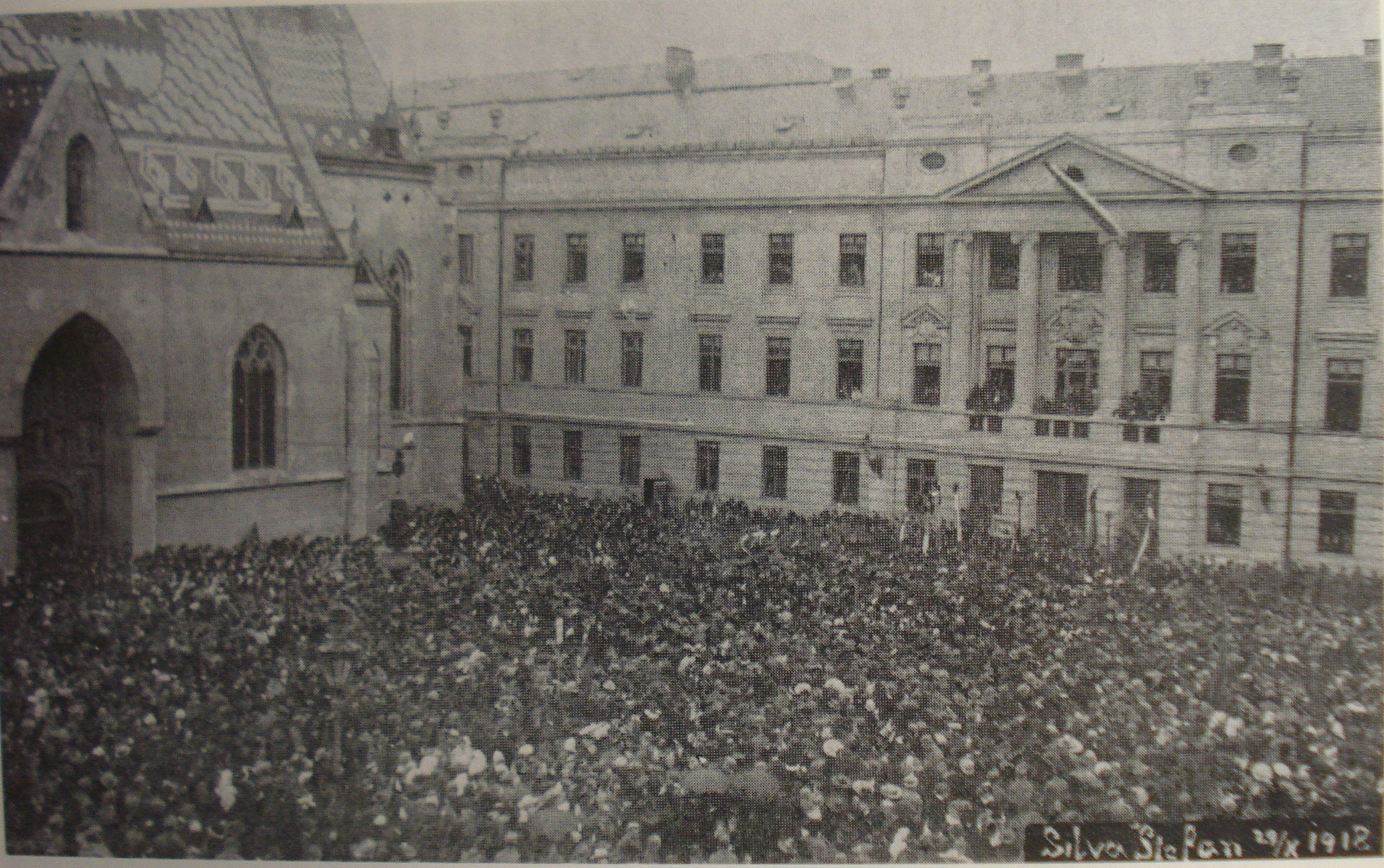
A szlovének, horvátok és szerbek államának kikiáltása a zágrábi Szábor előtt 1918. október 29-én.

Az április 21-re tervezett ülés elmaradt. A március 2–3-iki zágrábi konferencián meghirdetett Szlovének, Horvátok és Szerbek Nemzeti Tanácsa létrehozásának előkészítéseként június 2-án Splitben megalakult a Dalmáciai Szerbek, Horvátok és Szlovének Országos Szervezete. Ezt követően június 14-én Sušakban megalakult a Szlovének, Horvátok és Szerbek Horvát Tengermellékért Országos Szervezet. Ezt követte a Szlovén Nemzeti Tanács (Narodni svet) megalakulása Ljubljanában augusztus 17-én. Az előkészítő bizottság számára a fő kihívás az volt, hogy együttműködjön a HSK-val, akik meg voltak győződve arról, hogy a terv ellenük irányul. Zágrábban október 5-én megalakult a Szlovének, Horvátok és Szerbek Nemzeti Tanácsa. Az üléseket Pavelić vezette, aki elmondta, hogy az ülések a március 2–3-án Zágrábban tartott konferencia folytatását jelentik. A HSK október 10-én csatlakozott a Nemzeti Tanácshoz. A horvát Szábor október 29-én kimondta Horvátország-Szlavónia és Dalmácia Ausztriával és Magyarországgal fennálló jogi kapcsolatainak megszakítását, megsemmisítette az 1868-as horvát-magyar egyezményt és kinyilvánította csatlakozását a szlovének, horvátok és szerbek államához. A Nemzeti Tanácsot az új állam képviselőtestületévé nyilvánították, elnökévé Korošecet, alelnökökké pedig Pribičevićet és Pavelićet választotta.

## Fordítás
Ez a szócikk részben vagy egészben  a   Zagreb Resolution című angol Wikipédia-szócikk ezen változatának fordításán alapul.  Az eredeti cikk szerkesztőit annak laptörténete sorolja fel. Ez a jelzés csupán a megfogalmazás eredetét és a szerzői jogokat jelzi, nem szolgál a cikkben szereplő információk forrásmegjelöléseként.